# Giovanni Paolo Maggini
Giovanni Paolo Maggini (getauft am 25. August 1580 in Botticino in der Nähe von Brescia; † 1632 in Brescia) war ein italienischer Geigenbauer.

## Leben
Maggini lernte den Geigenbau bei Gasparo da Salò (1549–1609). Seine frühen Werke zeigen eine deutliche Beeinflussung durch diesen Meister. Besonders gefragt sind heute seine Bratschen wegen des dunklen und sonoren Tones. Seine Instrumente haben eine besonders hohe und volle Wölbung.
Auch seine Geigen weisen einen angenehmen Klang auf, sind jedoch wegen ihrer Übergröße schwer zu spielen. Die Instrumente seiner letzten Jahre standen zunehmend unter Cremoneser Einfluss, was an der schöneren Verarbeitung leicht zu erkennen ist. Giovanni Paolo Maggini starb 1632 an der Pest.
Auch heute noch werden seine Bratschen und Kontrabässe nachgebaut.